# Beni Stabili
Beni Stabili est une entreprise italienne cotée à l’indice Midex (BNS.MI, ISIN: IT0001389631) de la bourse d'Italie. Filiale de la société française Covivio, elle développe son activité dans le secteur de l’immobilier. Son patrimoine est loué à de grands groupes industriels et de services (FIAT, Telecom Italia, Banca Intesa, Ferrovie dello Stato…).

## Historique
L’Istituto dei Beni Stabili est créée en 1904 afin de proposer à la population de Rome des logements modernes et de qualité. En 1940, la SACIP et Société Immobilière Padouane sont créées avec un patrimoine d’immeubles situés dans les centres historiques de Padoue et d’Udine. En 1986, après sa fusion avec la société Bastogi, Beni Stabili acquiert la société SACIP, et lui transfère ses immeubles. Quatre ans plus tard, UNO-Holding prend le contrôle de Beni Stabili. En 1997, c'est la Banque San Paolo qui prend le contrôle de Beni Stabili.
En 1999, la société entre à la bourse de Milan avec 53 % de flottant. Elle acquiert l'année suivante une partie des immeubles de Telecom Italia. En 2001, la société CFI (Compagnia Finanziaria d’Investimento) acquiert 19,4 % du capital de Beni Stabili et devient ainsi actionnaire majoritaire.
En 2003, un partenariat est conclu avec Banca Intesa. L'année suivante voit la prise de contrôle de Beni Stabili par la société Leonardo Finanziaria (M. Leonardo Del Vecchio). Beni Stabili acquiert des immeubles appartenant à Prada et à la compagnie nationale des chemins de fer italiens (FS – Ferrovie dello Stato) . En 2005, un partenariat avec FIAT est conclu. La société acquiert l'année suivante un portefeuille d’immeubles appartenant au fonds de retraites COMIT et crée la société RGD (société spécialisée dans l’acquisition et le développement de centres commerciaux). Elle se rapproche en 2007 du groupe Foncière des Régions qui prend le contrôle de 68 % de Beni Stabili.

## Patrimoine
Beni Stabili est propriétaire d´un patrimoine tertiaire de plus de 2,6 millions de m² localisés dans les principales métropoles italiennes : Rome, Milan, Turin, Bologne…Son patrimoine immobilier est majoritairement composé de bureaux loués à de grandes entreprises italiennes qui ont noué avec Beni Stabili des partenariats long terme.